# Рдесник гребенястий
Рдесник гребі́нчастий, рдесник гребенястий (Stuckenia pectinata) — багаторічна водяна рослина родини рдесникових.

## Ботанічні характеристики
Багаторічна рослина з довгим кореневищем, на якому восени розвиваються бульбоподібні потовщення. Рдесник гребінчастий не схожий на інші види рдесника: його стебла дуже сильно розгалужені, ниткоподібні, прямі, догори — сильно гіллясті, завдовжки до 1,5 м; а листя — вузьке, тонке, як нитки, до 15 см завдовжки, темно-зелене або коричневе. Нижнє — вузьке і довге, верхнє — коротше, щітковидне. Гнучкі стебла колихаються у воді навіть за слабкої течії.
Запилюється вітром. Квітне — в червні-липні. Суцвіття складається з кількох мутовок, коричнево-зелене, на довгому тонкому квітконосі, під час цвітіння піднімається над водою.
Росте рдесник гребінчастий на мілководді, у різного типу водоймищах з прісною і солонуватою водою, на різних донних відкладеннях — до глибини 5-6 м. У солонуватих озерах утворює великі і густі чагарники.
Поширений у озерах, річках, ставках помірної зони всієї Північної півкулі на невеликій глибині.

## Значення
Рдесник гребінчастий є індикатором евтрофікації водоймищ.
Всі рдесники містять багато вапна, тому можуть використовуватися як добриво.
Рдесниками харчуються водні молюски, комахи, риби; на їх підводних частинах — відкладають ікру. У заростях рдесників ховаються зграйки мальків.